# 瀬木博信
瀬木 博信（せき・ひろのぶ 1903年11月3日- 1971年11月10日）は、日本の実業家。博報堂の元社長。

## 人物
- 戦後、博報堂を躍進させ、現在の同社の基礎を築いた。
- 昭和30～37年の取扱高が、業界全体の伸びが3.85倍、ライバルの電通が4.24倍なのに対して、博報堂を14.6倍とした。（昭和38年3月の博報堂運営方針説明会資料より）
- 博報堂の機構改革を通じて、広告業界全体の近代化に大きな役割を果たした。
- 背丈があり、歌舞伎役者のような容貌をもつ華のある人物と言われた。

## 経歴
- 1903年11月3日　博報堂の創業者瀬木博尚の次男として東京都に生れる。
- 1926年　明治大学商学部卒業後、博報堂入社。
- 1933年2月1日　博報堂常務取締役に就任。
- 1939年1月22日　博報堂社長に就任。
- 1960年12月16日　マッキャン・エリクソン博報堂設立。
- 墓所は谷中霊園。

## 家族・親族
- 父・瀬木博尚（博報堂の創業者）
- 弟・瀬木博政（元博報堂会長）
- 妻・幸子 - 麻布飯倉風月堂創業者・七沢康太郎の娘（七沢清助の姪）。東京女学館出身。[1][2]
- 長男・瀬木庸介（元博報堂社長）[3]
- 長女・石坂きみ子（石坂泰三の四男・泰彦の妻）[4]
- 次女・田中久美子（田中龍夫の次男・卓治の妻）[4]